# Atypische mycobacteriën
De mycobacteriën worden in de geneeskunde doorgaans ingedeeld in drie hoofdgroepen. De eerste groep omvat het Mycobacterium tuberculosis complex, met hierin Mycobacterium tuberculosis, M. bovis, M. bovis BCG, M. africanum, Mycobacterium caprae, M. microti en M. canetti, verwekkers van tuberculose bij mens en dieren. De tweede groep omvat de Mycobacterium leprae, de verwekker van lepra. De overigen leden van het geslacht Mycobacterium, met inmiddels meer dan circa 150 leden, vormen tezamen de atypische mycobacteriën. Andere namen voor atypische mycobacteriën zijn MOTT (Mycobacteria Other Than Tuberculosis), NTM (Non-Tuberculous Mycobacteria) en Environmental Mycobacteria. De afkorting NTM wordt internationaal het meest gebruikt.
In geval van slechte afweer, zoals bij aids of lokale beschadigingen in de long (bijvoorbeeld COPD) of door medicijnen, kunnen sommige atypische mycobacteriën wel ziekte veroorzaken. De mate waarin zij dit doen verschilt per species; zo is M. kansasii een beruchte verwekker van infecties van de long of andere organen, terwijl M. gordonae in Nederland veel vaker wordt gevonden, maar vrijwel nooit als ziekteverwekker.
Longinfecties door atypische mycobacteriën zijn het meest voorkomend in Nederland en zij treffen met name patiënten die al met andere longziekten, zoals COPD kampen. De bekendste verwekkers van deze longinfecties zijn M. avium, M. kansasii en M. malmoense. Het ziektebeeld lijkt vaak sterk op tuberculose, hoewel het beloop doorgaans wat trager is. Op de longfoto kunnen net als bij tuberculose cavernen worden gezien. De behandeling van deze infecties lijkt op de tuberculose behandeling, hoewel er vaak macrolide antibiotica aan worden toegevoegd en de behandelduur 3 tot 4 maal langer is dan normaal is bij tuberculose, namelijk 18 tot 24 maanden. Alleen longinfecties door M. kansasii kunnen met een kortere behandelduur genezen. Het onderscheid met echte tuberculose wordt over het algemeen gemaakt door de verantwoordelijke mycobacteriën uit longslijm of een longspoeling op te kweken en dan middels DNA-technieken de identiteit van de bacteriestam te bepalen.
Ook bekend is het voorkomen van Mycobacterium avium, maar sporadisch ook andere atypische mycobacteriën, bij aidspatiënten. De behandeling hiervan is doorgaans anders dan van tuberculose, qua keuze van antibiotica, maar ook qua duur van behandeling.
Een laatste belangrijke infectie veroorzaakt door atypische mycobacteriën, is lymfadenitis (lymfeklierontsteking, vaak in het hals- of kaakgebied) bij jonge kinderen. Ook hier is M. avium de belangrijkste verwekker, maar worden ook M. malmoense en Mycobacterium haemophilum regelmatig gevonden. Lymfadenitis kan genezen worden door chirurgische verwijdering van de aangedane lymfeklier, of door een antibiotische behandeling.